# Рунга, Бик
Бриолетт Ках Бик Рунга (выступает как Бик Рунга) — новозеландская автор-исполнительница и мультиинструменталист. Первые три студийных альбома дебютировали на первом месте в новозеландском чарте Top 40 Album. Рунга также добилась успеха на международном уровне в Австралии, Ирландии и Великобритании с песней «Sway» 1997 года.
Рунга родилась в Крайстчерче. Её мать, София Танг, была китайско-малазийской лаунж-певицей в Малайзии, а потом встретила Джозефа Те Окоро Рунга, бывшего военнослужащего маори во время войны во Вьетнаме. Они переехали жить в Новую Зеландию. Рунга по происхождению нгати-кахунгуну. Про своё имя она рассказала: «Вы произносите его Бек, а не Бик… Это китайское имя, странный гласный звук, который, похоже, не переводится в Австралии. Он означает цвет нефрита, что может означать зелёный».

## Ранние годы
Рунга выросла в Хорнби, Крайстчерч, в окружении музыкально одаренной семьи и уже в четырёхлетнем возрасте начала записывать песни со своими сестрами, Бо и Перл. Старшая сестра Рунги Бо была вокалисткой новозеландской рок-группы Stellar, а Перл — сессионной певицей.
На барабанах она научилась играть в одиннадцать лет, а на гитаре — примерно в четырнадцать. Примерно в это же время Рунга научилась играть на клавишных. Она училась в средней школе Кэшмир,, где присоединялась к школьным оркестрам и выступала с местными джазовыми коллективами. Вместе с Combo Love Soup Рунга выступила на конкурсе талантов Smokefee Rockquest и заняла третье место. Это принесло ей первый контракт на запись с независимым лейблом Pagan Records.

## Карьера
В начале 1990-х годов Бик Рунга переехала в Окленд, где исполняла собственные композиции и получала в основном хорошие отзывы. Компания Sony Music обратила на неё внимание, и в возрасте 19 лет она подписала свой первый крупный контракт с Sony Music New Zealand.
В 1997 году она выпустила первый сольный альбом «Drive», который шесть раз становился платиновым в Новой Зеландии. Этот альбом также получил премию Swag of Tui, новозеландский аналог американской премии «Грэмми». Помимо прочего, были присуждены награды за лучший альбом, лучшую запись, лучшую композицию и лучшее вокальное исполнение. Самую известную песню с этого альбома, Sway, можно услышать, в частности, в фильме «Американский пирог» (1999) и его продолжении «Американский пирог: Все в сборе» (2012).
В 2002 году вышел второй сольный альбом «Beautiful Collision». На сегодняшний день это самый продаваемый альбом в Новой Зеландии. Во время его записи (в Окленде, Лос-Анджелесе и Нью-Йорке), некоторое время жила в Нью-Йорке. В 2003 и 2004 годах также жила в Париже и Лондоне и основала свой собственный лейбл Nu Shoo Records.
В начале 2005 года она вернулась в Новую Зеландию. Вскоре после этого умер её отец. В том же году она сыграла роль второго плана в фильме «Маленькая рыбка» Роуэна Вудса. Как и её мать в реальной жизни, она сыграла китайскую лаунж-певицу. В этом же году выпустила альбом «Birds».
В январе 2006 года Бик Рунга получила награду за исполнение партии Верди.
Три альбома достигали первого места в новозеландских чартах RIANZ и несколько раз были сертифицированы как платиновые. Например, её второй альбом «Beautiful Collision» провел 101 неделю в новозеландском альбомном чарте и 10 раз становился платиновым.

## Личная жизнь
Была в отношениях с фотографом Дэррилом Уордом. Супруг Бик Рунги — певец Коди Нильсон. У них трое детей. У неё есть две сестры, тоже музыканты, Перл Рунга и Бо Рунга.

## Дискография

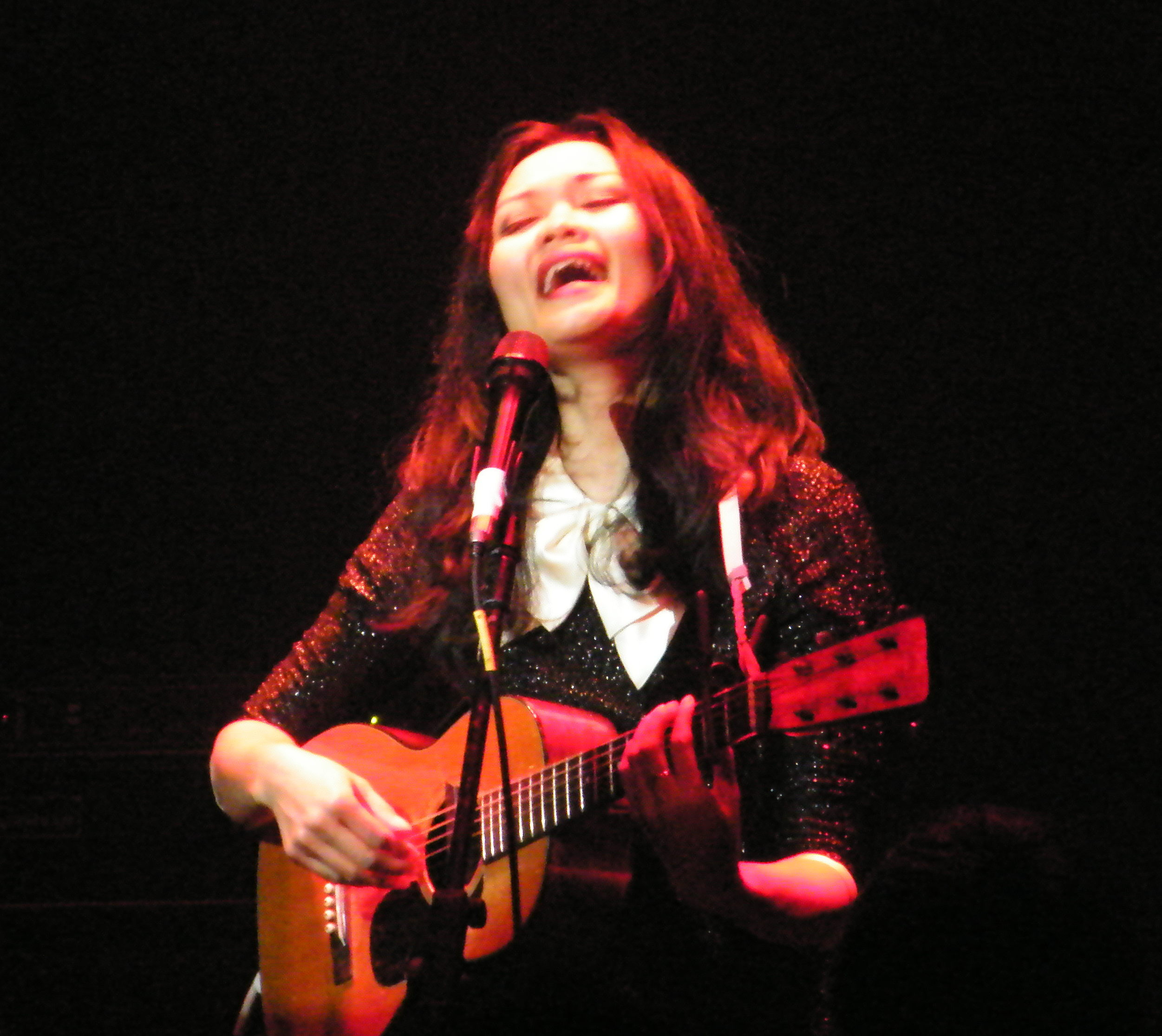
Концерт Бик Рунга в Bar Bodega, Веллингтон

### Студийные альбомы
- Drive (1997)
- Beautiful Collision (2002)
- Birds (2005)
- Belle (2011)
- Close Your Eyes (2016)

### Альбомы-компиляции
- Try to Remember Everything (2008)
- Anthology (2012)
- The Very Best Of (2017)

### Концертные альбомы
- Together in Concert: Live (с Тимом Финном и Дэйвом Доббином) (2000)
- Live in Concert with the Christchurch Symphony (с The Christchurch Symphony) (2003)

### С Opossom
- Electric Hawaii (2012)

## Награды
В 2006 году Рунга была удостоена звания члена новозеландского ордена «За заслуги» в области музыки.